# Louis-Alexandre Berthier
Louis Alexandre Berthier (ur. 20 listopada 1753 w Wersalu, zm. 1 czerwca 1815 w Bambergu) – książę Neuchâtel i Wagram, diuk Valengin, Marszałek Francji, mianowany przez cesarza Napoleona I w roku 1804, jako pierwszy wśród marszałków Cesarstwa. Z wykształcenia kartograf.

## Życiorys
Mając 7 lat wstąpił do wojska, gdzie służył pod rozkazami ojca będącego wówczas szefem nadzoru wojskowego. W latach 1781–1788 walczył pod rozkazami Jeana-Baptiste’a de Rochambeau w Ameryce, gdzie wspierał amerykańskich kolonistów w walce z Anglikami. Pozostał na ziemi amerykańskiej do wybuchu rewolucji francuskiej. W 1789 w randze generała-majora pełnił funkcję dowódcy gwardii narodowej w Wersalu.
Uczestnik Rewolucji, w randze generała brygady objął stanowisko szefa Sztabu Armii Alp i Włoch. W 1793 roku został zwolniony z wojska, jako były oficer armii królewskiej. Dwa lata później, w marcu 1795 roku, po ogłoszeniu powszechnej amnestii wrócił do wojska. Awansowany na stopień generała dywizji (czerwiec 1795 roku) przez Napoleona doszedł w roku 1796 do stanowiska szefa sztabu.
Jako szef sztabu Wielkiej Armii odpowiadał za planowanie, administrację, zaopatrzenie i transport. Podlegało mu bezpośrednio 6 generałów i 8 pułkowników. W roku 1798 proklamował w Rzymie republikę. W 1799 Napoleon awansował go na stanowisko ministra wojny, które pełnił do 1807 roku.
W trakcie kampanii 1805 roku zapewnił odpowiednie warunki do przemarszu dwustutysięcznej armii z północnej Francji przez Ulm i Wiedeń pod Austerlitz, poprzez stworzenie dodatkowych magazynów z bronią i żywnością. Był uważany za najlepszego ówczesnego sztabowca w armiach europejskich, ale powierzanie mu dowództwa nad całą armią bez nadzoru Napoleona w 1809 omal nie doprowadziło do katastrofalnego w skutki ruchu Grande Armée.
Berthier ponownie dowiódł swoich zdolności organizacyjnych podczas odwrotu Wielkiej Armii z carskiej Rosji w 1812 roku. Dzięki niemu, po klęsce w Rosji, szybko udało się zebrać nową armię i stanąć naprzeciw koalicji antynapoleońskiej. Został ranny w bitwie pod Brienne 29 stycznia 1814 roku. Przez cały okres wojen napoleońskich u boku swego wodza i cesarza, który nadał mu w 1804 księstwo Neuchâtel i w 1809 czysto tytularne księstwo Wagram (za wkład w zwycięstwo w stoczonej tam bitwie). Wobec przewagi sił nieprzyjacielskich 11 kwietnia br. przyłączył się do grona wyższych oficerów domagających się abdykacji Napoleona.
W 1812 roku zablokował Antione'owi Henri Jomini’emu awans na stopień generała dywizji pod zarzutem opieszałości w dostarczaniu raportów i dokumentów, po czym ten opuścił armię francuską i udał się na dwór Aleksandra I.
Po przywróceniu na tron dynastii Burbonów, króla Ludwika XVIII, zachował swoją funkcję i tytuł. Po ucieczce Napoleona z zesłania na wyspie Elbie – 100 dni Napoleona, wielu oficerów ponownie podporządkowało się jego rozkazom. Berthier zachował jednak lojalność w stosunku do króla, któremu ułatwił ucieczkę z kraju, a sam później osiadł w Bawarii.
Napoleon nie krył swojego rozżalenia z powodu postawy Berthiera.
Armia Napoleona, sprawnie zrekonstruowana przez marszałka Davouta, pozbawiona była jednak kompetentnego szefa sztabu, tak potrzebnego podczas bitwy pod Waterloo.
Zmarł 1 czerwca 1815 roku, wypadając z okna kamienicy w Bambergu, w wyniku nieszczęśliwego wypadku, możliwe, że został z niego wypchnięty lub popełnił samobójstwo dręczony wyrzutami sumienia z powodu porzucenia Napoleona.